# Hockey sur glace à la Semaine internationale des sports d'hiver 1941
Navigation
1940
Le tournoi de hockey sur glace à la Semaine internationale des sports d'hiver 1941 s'est déroulé du 19 au 23 février 1941 à Garmisch-Partenkirchen.

## Résultats

### Phase de groupes

#### Groupe A
| Clt   | Équipe    | PJ | V | D | N | BP | BC | Pts |
| ----- | --------- | -- | - | - | - | -- | -- | --- |
| +001, | Hongrie   | 2  | 1 | 0 | 1 | 6  | 0  | 3   |
| +002, | Allemagne | 2  | 1 | 0 | 1 | 6  | 0  | 3   |
| +003, | Slovaquie | 2  | 0 | 2 | 0 | 2  | 9  | 0   |

- Qualifié directement pour en demi-finale
- Qualifié en demi-finale (meilleur deuxième)

#### Groupe B
| Clt   | Équipe      | PJ | V | D | N | BP | BC | Pts |
| ----- | ----------- | -- | - | - | - | -- | -- | --- |
| +001, | Suisse      | 2  | 2 | 0 | 0 | 32 | 0  | 4   |
| +002, | Yougoslavie | 2  | 1 | 1 | 0 | 3  | 6  | 2   |
| +003, | Pays-Bas    | 2  | 0 | 2 | 0 | 0  | 14 | 0   |

- Qualifié directement pour en demi-finale

#### Groupe C
| Clt   | Équipe   | PJ | V | D | N | BP | BC | Pts |
| ----- | -------- | -- | - | - | - | -- | -- | --- |
| +001, | Suède    | 2  | 2 | 0 | 0 | 16 | 3  | 4   |
| +002, | Roumanie | 2  | 1 | 1 | 0 | 5  | 8  | 2   |
| +003, | Italie   | 2  | 0 | 2 | 0 | 5  | 15 | 0   |

- Qualifié directement pour en demi-finale

### Demi-finales
| 22 février | Allemagne | 3-1 (1:0, 2:1, 0:0) | Hongrie |  |

| 22 février | Suède | 2-0 (1:0, 1:0, 0:0) | Suisse |  |

### Match pour la troisième place
| 23 février | Suisse | 4-2 (2:0, 1:1, 1:1) | Hongrie |  |

### Finale
| 23 février | Allemagne | 2-1 (1:0, 1:1, 0:0) | Suède |  |

## Référence
Résultats de la saison sur Hockeyarchives